# Суратський сільський округ
Сура́тський сільський округ (каз. Сұрат ауылдық округі, рос. Суратский сельский округ) — адміністративна одиниця у складі Меркенського району Жамбильської області Казахстану. Адміністративний центр — село Сурат.
Населення — 2618 осіб (2021; 2500 у 2009, 2310 у 1999, 2358 у 1989).
Станом на 1989 рік існувала Суратська сільська рада (села Кизилту, Кірово, Сурат). 1997 року Суратський сільський округ був ліквідований та приєднаний до складу Жанатоганського сільського округу. 2001 року Суратський сільський округ був відновлений.

## Склад
До складу округу входять такі населені пункти:
| Населений пункт   | Старі назви | Населення, осіб (1989) | Населення, осіб (1999) | Населення, осіб (2009) | Населення, осіб (2021) |
| ----------------- | ----------- | ---------------------- | ---------------------- | ---------------------- | ---------------------- |
| Аккайнар, село    | Кірово      | 252                    | 299                    | 404                    | 397                    |
| Сурат, село       | -           | 1694                   | 1477                   | 1585                   | 1663                   |
| Тескентоган, село | Кизилту     | 412                    | 534                    | 511                    | 558                    |